# 斗鱼粘体虫
斗鱼粘体虫（学名：Myxobolus macropodusi）为碘泡科碘泡蟲屬的一種动物，1998年由中國動物學家陈启鎏發表於《中国动物志》，最初被歸入粘體蟲屬（Myxosoma），但該屬後來被視為碘泡蟲屬的異名。本種最早於1956年11月在湖北省鄂城縣梁子湖與武昌東湖被採集，行寄生生活，可寄生於蓋斑鬥魚的的体表:299-300。本種具有兩個大小與形狀均相仿的短棒狀極囊，長約6.1微米，寬約1.5微米，兩極囊尖端互相接近，極絲則較不明顯；孢子呈長橢圓形，長約16.5微米，寬約6微米，厚4.6微米，前端較狹窄:294，因孢子形態特殊而被定為新種:299-300。